# Curierul zilei Argeș
Curierul zilei Argeș este un ziar regional din Muntenia din România.